# 織部由香里
織部由香里（ 2月5日－ ）是日本女性声优。从事于Mausu Promotion旗下。在爱知县出生。

## 人物
曾于2013年3月前从事于Vims公司 ，同年 11 月开始加入Bell Productions。 2019年6月1日起，加入Mausu Promotion事务所。
前小貓俱樂部成员渡邊美奈代是她的表姐。
她是一个狂热棒球迷，公开表示自己是歐力士野牛的球迷。

## 演出作品
※粗體字為主要角色。

### 电视动画
2011年
- 侵略！花枝娘（渡边綾乃）
- 火影忍者疾風傳（元井（童年）、睡莲、米露<迷雾中隐藏的加密部门>、帕库拉、卡鲁拉、乌贼等）

2020年
- 织田肉桂信长（2020年朱利安的主人）

### 剧场版动画
- 花之诗女 GOTHICMADE（宫女）
- 火影忍者劇場版：忍者之路 （木叶人）

### Web版动画
- マウスどうぶつえん

### 游戏
2012年
- 龍族教義（Ophis）
- 真·女神转生 IMAGINE（克洛伊）
- 巫术：囚禁灵魂的迷宫（玛丽亚）
- 最后生还者 第II章

2021年
- 問答RPG 魔法使與黑貓維茲 （海伦娜·艾森伯格）

### 外语配音

#### 电影
- 奇怪的她
- 连锁阴谋USA (霍莉)
- 我的特工爷爷
- 英雄本色
- 全家玩到趴
- 危城
- 瑜珈魯蛇
- 宿主 (搜捕手 < デヴィッド・ハウス >)
- 桑迪·韦克斯勒
- 魯妹席艾拉（席艾拉·波基斯 < 雪農·波瑟 >）
- 野蠻遊戲：瘋狂叢林（贝莎尼的朋友[1] ）
- ジョナサン -ふたつの顔の男- (Elena < 蘇琪·沃特豪斯 >)
- 自殺突擊隊（FBI女）
- 黑暗騎士：黎明昇起
- 007：皇家赌场（大腿小姐< Jackie Bisset >）
- 变形金刚5：最后的骑士（名人女，大黄蜂）
- 下一代复仇者：明日英雄
- 愛國者行動
- 歌喉讚（史黛西·康拉德 < 史黛西·康拉德 >）
- 完美音调2 （史黛西·康拉德 <史黛西·康拉德>）
- 機密真相(Katerina“Trina” Márquez < 娜丁·維拉茲蓋茲 >)
- 爆料世代 （李·哈特< 韋娜·法米加 >）
- 漫威电影宇宙
  - 復仇者聯盟
  - 美国队长3
  - 黑豹(艾尤 < 佛羅倫絲·卡孫巴 >[2] )
  - 復仇者聯盟3：無限之戰(艾尤 < 佛羅倫絲·卡孫巴 >[3] )
  - 黑豹2：瓦干達萬歲(艾尤 < 佛羅倫絲·卡孫巴 >[4] )
- 魔法师梅林历险记 [完全版] (吉妮维芙)
- 黑吃黑 （玛莎< Carolyn Allyce >）
- 降临
- 死亡之吻(安娜 <伊娃·哈密尔顿> [5] )
- 钟楼小精灵（艾莉< 艾米丽·库什 >）

#### 连续剧
- 古戰場傳奇
- 哈啦夏令营 第二季（苏茜（艾米·波勒））
- 哈啦夏令营 十年再会（苏茜（艾米·波勒饰））
- 不可遗忘《埋藏的杀机》～沉寂26年～ （佐伊）
- 基本演绎法
- 嘻哈帝国
- 女孩我最大（奥黛丽）
- 吉爾莫女孩
- 傲骨之战（艾莎·曼奇尼）
- 「法」妻
- 犯罪心理 FBI 行为分析部
- 實習醫生（摩根）
- 同妻俱樂部
- 先见之明 （雷娜塔<帕兹·维嘉>）
- 芝加哥警署（凡妮莎·羅哈斯 < 莉謝特·查韋斯 >）
- 罪人 -埋葬记忆的女人-
- 天蠍
- 触摸未来
- 张玉贞，为爱而生（洪珠<民佳>）
- 蛇蝎女佣 （艾达·海耶斯 < Maria Howell >）
- 冰血暴（杰玛）
- 泛美之旅
- 生活大爆炸 (Priya Kuslapori ( Arti Mann ))
- 猎鹰与冬兵(艾尤)
- 私人诊所（南希）
- 兄弟姐妹（劳里·林恩）
- 美少女的謊言
- 神烦警探(Rosa Diaz < 斯蒂芬妮·比翠丝 >)
- 海云台恋人们(黄周熙<姜敏京>)
- 逝者之證
- 波吉亚家族 教皇家族的爱与欲望（维多利亚）
- 國土安全
- 妙警賊探
- 心計
- 爱
- RETURNED（卷）
- 我戀愛的一切 (郑允熙<閔智雅>)

#### 动画
- 惡魔城 （作为魔拉娜和米蘭達）

### 戏剧CD
- 侵略！花枝娘 戏剧CD3，不是乌贼吗？ （渡边绫乃）

### 音乐CD
| 发布日期       | 标题                               | 姓名     | 音乐                   | 捆绑                     |
| -------------- | ---------------------------------- | -------- | ---------------------- | ------------------------ |
| 2012年 3月14日 | 侵略！花枝娘 戏剧CD3，不是乌贼吗？ | 入侵部门 | 《恋の侵略マッピング》 | 电视动画《侵略！花枝娘』 |

### 旁白
- 街道日志
- 用简短的短语轻松掌握中文

### 舞台剧
- 誰ガタメノ剣（浅葱）
- 七慟伽藍（八尾比丘尼）
- ZenOfSnake　蛇の道は、蛇(京极龙子)
- エンジェル・ガーディアン（英子）

## 外部连接
- Mausu Promotions 的官方简介 （页面存档备份，存于）
- Bell Productions 的官方简介 （页面存档备份，存于）
- 織部由香里的X（前Twitter）